# Queen Seondeok
Queen Seondeok (en hangul, 선덕여왕; en hanja, 善德女王; romanización revisada, Seondeog Yeowang; McCune-Reischauer, Sŏndŏg Yŏwang) también conocida en español como La reina Seondeok, es una serie de televisión histórica surcoreana emitida durante 2009 y protagonizada por Lee Yo-won, Go Hyun-jung, Uhm Tae Woong, Park Ye Jin, Kim Nam Gil y Yoo Seung Ho.
Fue transmitida por MBC, desde el 25 de mayo hasta el 22 de diciembre de 2009, finalizando con una longitud de 62 episodios más un especial al aire las noches de los días lunes y martes a las 21:55 (KST). La serie dramatiza las crónicas y experiencia de vida de la princesa Deokman, quien a causa de una profecía es exiliada e inicia su contienda por recuperar su lugar, finalizando con su ascenso al trono como Reina Seondeok de Silla.
La serie fue producida como un proyecto especial para las celebraciones del cuadragésimo noveno aniversario de la fundación de Munhwa Broadcasting Corporation, inicialmente con 50 episodios y posteriormente extendida 12 más, finalizando con 62.
Se convirtió en un suceso alcanzando altas cuotas de audiencia, llegando a su punto máximo durante la emisión del 9 de noviembre de 2009, cuando alcanzó un peak de 44,9 % de share a nivel nacional y finalizando con un promedio de 35.3 % como la serie surcoreana más vista de 2009 superando a otros éxitos de ese año, como Wife's Temptation, Iris y Brilliant Legacy.
Debido a su éxito ha sido exhibida en diversos países con un costo aproximado de 65 millones de dólares por los derechos de trasmisión y comparándo su difusión Hallyu con Una joya en el palacio de 2003.
Para finalizar la destacada exhibición en pantalla, MBC decidió editarla y hacer un Telefilme de 90 minutos, para ser emitida como parte de la programación durante la festividad coreana de Chuseok (día de acción de gracias coreano).
En enero de 2010, se lanzó un musical con las actuaciones de Lee So Jung y Kang Tae Eul basado en la serie, con presentaciones en el "Woori Art Hall" ubicado en el Parque olímpico de Seúl y vestuario a cargo del diseñador Lie Sang Bong.

## Desarrollo
La primera lectura de guion se llevó a cabo el 30 de marzo de 2009, pero recién el 9 de abril de ese mismo año se hizo un acto público, como parte del inicio de las grabaciones de Queen Seondeok, el equipo de producción, incluidos Lee Yo Won, Go Hyun Jung, Uhm Tae Woong, Jo Min Ki y Jeon No Min, encabezaron una ceremonia de oración típica coreana, acompañada de ofrendas, para asegurar el éxito del proyecto.
Desde el inicio de la serie se debieron enfrentar diversos problemas, como el atraso del estreno de emisión del primer episodio durante 30 minutos debido a los reportes de prensa que informaban del suicidio del expresidente Roo Moo Hyun y adicionalmente las grabaciones debieron suspenderse en dos ocasiones ya que durante el rodaje de la serie, el actor Kim Nam Gil se cayó de un caballo, sin secuelas posteriores y adicionalmente se contagió de gripe AH1N1.

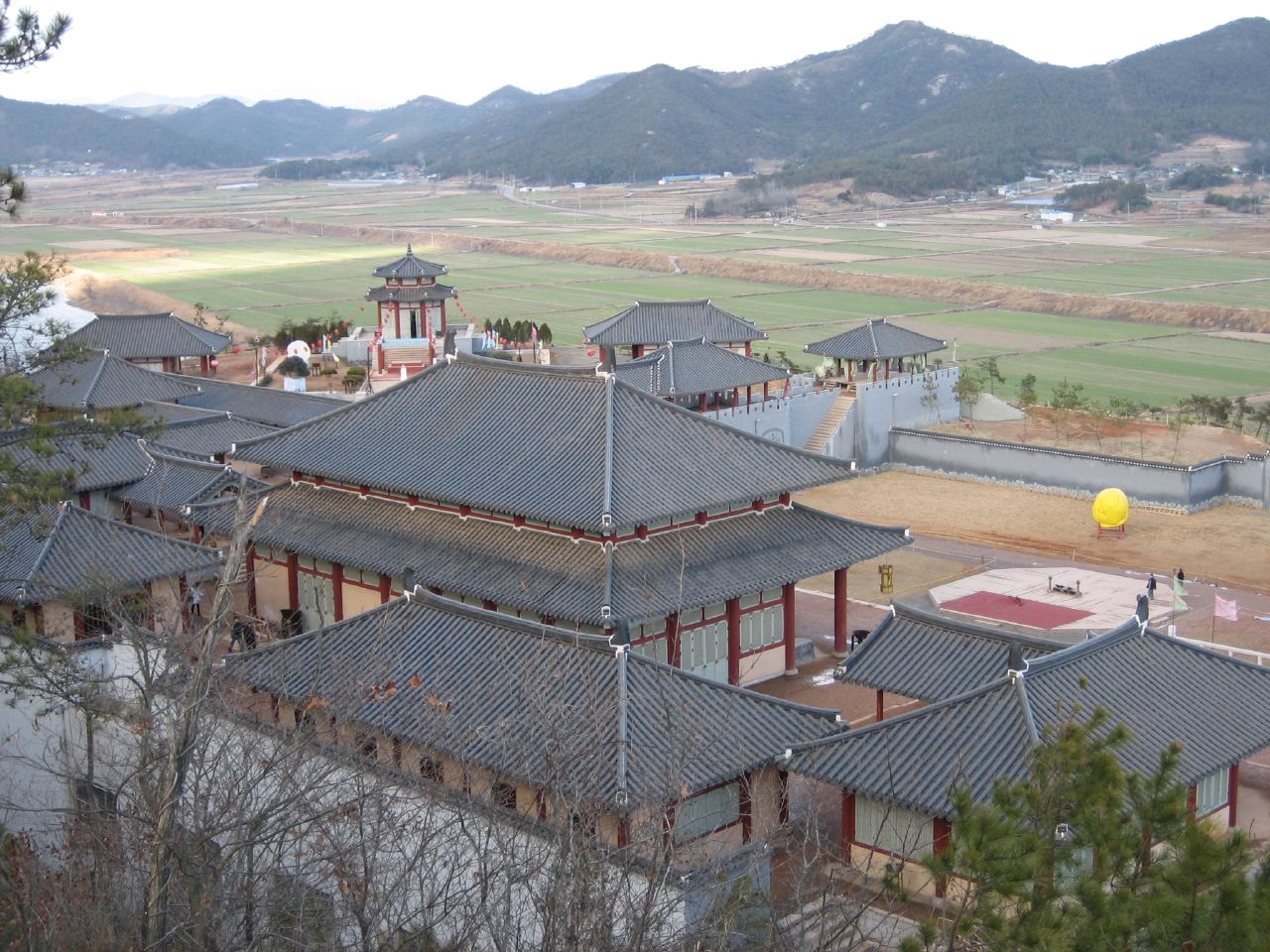
Dae Jang Geum Park, lugar de grabación.

La serie fue filmada en el "Dae Jang Geum Park" (anteriormente MBC Dramia), set de grabación ubicado en la provincia de Gyeonggi.

## Argumento
Princesa Deokman nació como la gemela de la princesa Cheonmyeong y un miembro de la familia real de Silla y debido a una profecía es abandonada cuando era un bebé.
Después de una infancia poco convencional en el desierto de Taklamakan, Deokman finalmente regresa a Sila, disfrazado como un hombre. Allí, ella se alía con su hermana gemela y el comandante ingenuo Kim Yushin para oponerse a la malvada Señora Mishil, una concubina real y oficial de alto rango que no se detendrá ante nada para descartar Silla sí misma.
Mishil finalmente deduce su identidad y elabora planes siniestros para tener las dos princesas de Silla exiliadas del reino, hasta finalmente asesinar accidentalmente a Cheonmyeong. Pero Deokman y Yushin cuentan con la ayuda del apuesto Bidam, con problemas para recuperar su cargo y balancean a Kim Alcheon y el resto de los Hwarang a su lado.
Con el tiempo, los triunfos de las facciones de Deokman más Mishil después de su segundo golpe de Estado, Deokman se convierte en la primera mujer gobernante de Silla como Reina Seondeok, pero la historia está lejos de terminar con Bidam y Yushin enfrentados para ganar el corazón de la reina y el destino de los tres reinos.

## Reparto

### Personajes principales
- Lee Yo-won como Princesa Deokman.

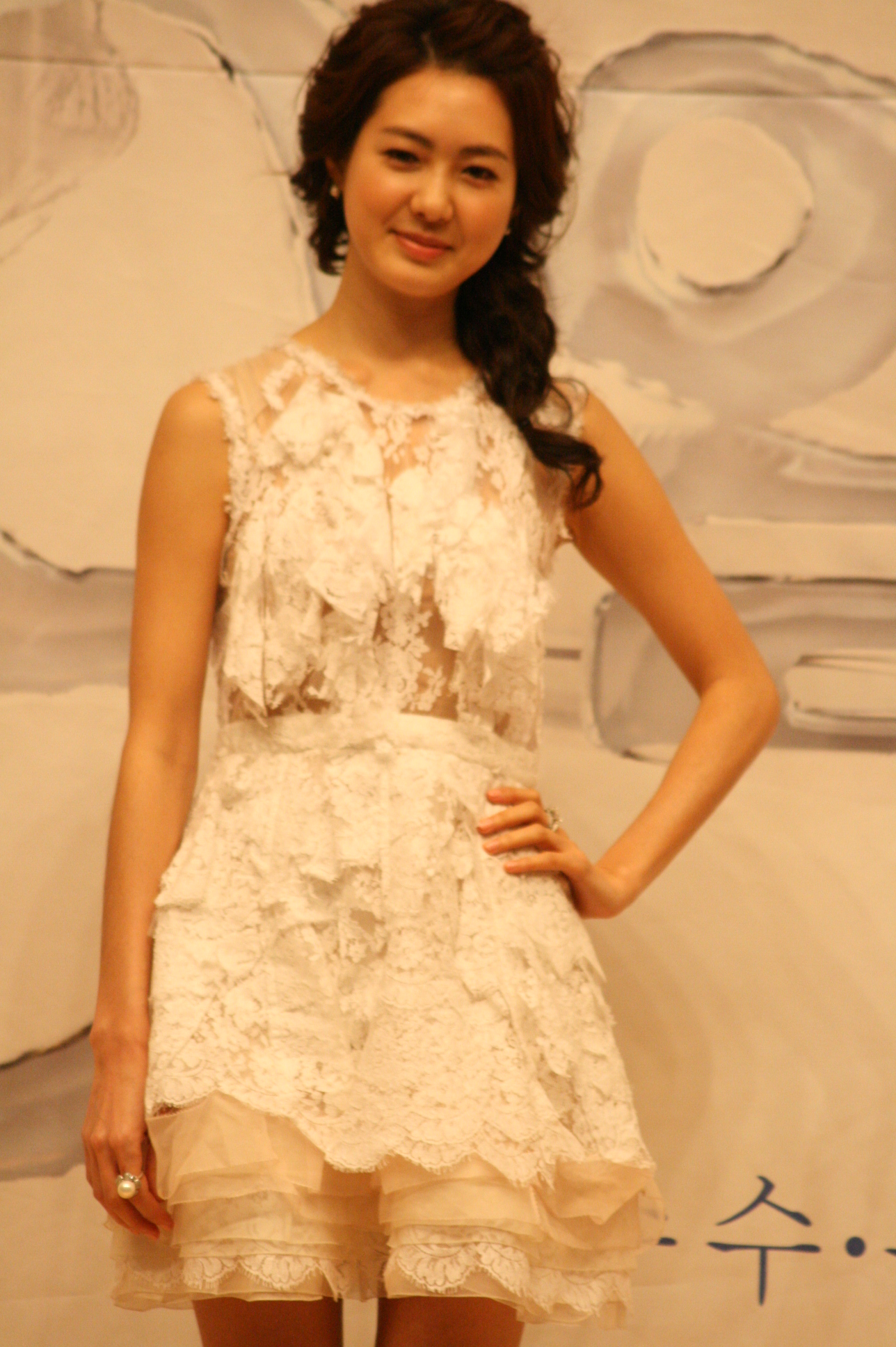
La actriz Lee Yo Won, quien encarna a la Princesa Seondeok y posteriormente reina de Silla.

  - Nam Ji Hyeon como Deokman (joven).
- Go Hyun-jung como Señora Mishil.
  - Uee como Señora Mishil (joven).
- Uhm Tae Woong como Kim Yushin.
  - Lee Hyun Woo como Kim Yushin (joven).
- Park Ye Jin como Princesa Cheon Myeong.
  - Shin Se Kyung como Cheon Myeong (joven).
  - Kim Yoo Jung como Cheon Myeong (10 años de edad).
- Kim Nam-gil como Bi-dam.
  - Park Ji-bin como Bi-dam (joven).
- Yoo Seung Ho como Kim Chun Chu.[16]

### Personajes secundarios
- Lee Seung Hyo como Kim Alcheon.
  - Ho Hyo Hoon como Kim Alcheon (joven).
- Jung Ho Bin como Mun No.
- Jo Min Ki como Rey Jinpyeong.
  - Baek Jong Min como Jinpyeong (joven).
  - Kang San como Jinpyeong (niño).
- Yoon Yoo Sun como Reina Maya.
  - Park Soo Jin como Maya (joven).
- Seo Young Hee como Sohwa.
- Im Ye Jin como Señora Manmyeong.
- Jung Sung Mo como Kim Seo Hyun.
- Park Jung Chul como Kim Yong Su.
- Do Yi Sung como Kim Yong Choon.
- Shin Goo como Eulje.
- Lee Soon-jae como Rey Jinheung.
- Im Ho como Rey Jinji.
- Jung Woong-in como Mi-saeng.
- Dokgo Young Jae como Sejong.
- Jeon No Min como Seolwon.
- Kim Jung Hyun como Hajong.
- Baek Do Bin como Bojong.
  - Kwak Jung Wook como Bojong (joven).
- Song Ok-sook como Seori.
- Ahn Kil-kang como Chil-sook.
- Lee Moon-sik como Jook-bang.
- Ryu Dam como Godo.
- Kang Sung Pil como Santak.
- Joo Sang Wook como Wolya.
- Jung Ho Keun como Seolji.
- Choi Won Young como General Gyebaek.
- Jun Young Bin como Gok Sa Heun.
  - Jung Hyung Min como Gok Sa heun (joven).
- Park Young Seo como Daepung.
  - Lee Suk Min como Daepung (joven).
- Go Yoon Hoo como Hojae.
- Hong Kyung In como Seokpum.
  - Noh Young Hak como Seokpum (joven).
- Kang Ji Hoo como Imjong.
  - Kim Suk como Imjong (joven)
- Seo Dong Won como Deokchung.
  - Lee Do Hyun como Deokchung (joven).
- Jang Hee Woong como Bakui.
  - Seo Sang Won como Bakui (joven).
- Lee Sang Hyun como Piltan.
  - Kim Tae Jin como Piltan (joven).
- Kim Dong Hee como Wangyoon.
  - Choi Woo Sung como Wangyoon (joven)
- Ryu Sang Wook como Dae Nam Bo.
  - Kim Sang Bin como Dae Nam Bo (joven).
- Kim Dong Soo como Hyeopseong.
- Moon Ji Yoon como Siyeol.
  - Shin Tae Hoon como Siyeol (joven).
- Choi Sung Jo como Seonyeol.
  - Oh Eun Suk como Seonyeol (joven).
- Jung Hye Sun como Lady Man Ho.
- Park Eun Bin como Boryang.
- Qri como Youngmo.
- Park Jae Jung como Sadaham.
- Mametkulovs Mansur como Sr. Cartan.
- Seo Kang como Yangkil.
- In Gyo-jin como Kim Yong-choon.
- Um Hyo-sup como Yum Jong.
- Kang Chan-hee como un Hwarang.
- Kim Yo-han (extra).

## Audiencia
En azul la audiencia más baja y en rojo la más alta, correspondientes a las empresas medidoras TNms y AGB Nielsen.
| Ep. #    | Fecha original de emisión | Share        | Share        | Share       | Share       |
| Ep. #    | Fecha original de emisión | TNmS Ratings | TNmS Ratings | AGB Nielsen | AGB Nielsen |
| Ep. #    | Fecha original de emisión | Nacional     | Seúl         | Nacional    | Seúl        |
| -------- | ------------------------- | ------------ | ------------ | ----------- | ----------- |
| 1        | 25 de mayo de 2009        | 16.0 %       | 17.1 %       | 15.3 %      | 16.8 %      |
| 2        | 26 de mayo de 2009        | 16.6 %       | 17.8 %       | 15.5 %      | 17.2 %      |
| 3        | 1 de junio de 2009        | 21.3 %       | 23.3 %       | 18.2 %      | 20.3 %      |
| 4        | 2 de junio de 2009        | 22.3 %       | 23.8 %       | 20.3 %      | 21.7 %      |
| 5        | 8 de junio de 2009        | 21.6 %       | 23.7 %       | 20.6 %      | 23.8 %      |
| 6        | 9 de junio de 2009        | 25.2 %       | 27.1 %       | 23.3 %      | 25.2 %      |
| 7        | 15 de junio de 2009       | 27.9 %       | 30.0 %       | 25.8 %      | 27.3 %      |
| 8        | 16 de junio de 2009       | 29.7 %       | 32.0 %       | 26.9 %      | 29.1 %      |
| 9        | 22 de junio de 2009       | 28.1 %       | 30.0 %       | 25.8 %      | 27.6 %      |
| 10       | 23 de junio de 2009       | 27.9 %       | 29.4 %       | 25.5 %      | 26.8 %      |
| 11       | 29 de junio de 2009       | 29.4 %       | 30.8 %       | 27.8 %      | 29.4 %      |
| 12       | 30 de junio de 2009       | 29.2 %       | 30.5 %       | 29.1 %      | 30.7 %      |
| 13       | 6 de julio de 2009        | 29.9 %       | 31.6 %       | 29.0 %      | 30.9 %      |
| 14       | 7 de julio de 2009        | 31.0 %       | 31.9 %       | 30.0 %      | 31.8 %      |
| 15       | 13 de julio de 2009       | 31.6 %       | 32.8 %       | 30.9 %      | 33.5 %      |
| 16       | 14 de julio de 2009       | 31.7 %       | 33.5 %       | 31.0 %      | 34.0 %      |
| 17       | 20 de julio de 2009       | 30.7 %       | 32.0 %       | 30.4 %      | 32.8 %      |
| 18       | 21 de julio de 2009       | 32.8 %       | 34.4 %       | 30.5 %      | 32.6 %      |
| 19       | 27 de julio de 2009       | 32.7 %       | 34.1 %       | 32.0 %      | 34.0 %      |
| 20       | 28 de julio de 2009       | 34.9 %       | 36.0 %       | 34.6 %      | 36.3 %      |
| 21       | 3 de agosto de 2009       | 31.9 %       | 33.2 %       | 29.7 %      | 31.2 %      |
| 22       | 4 de agosto de 2009       | 35.4 %       | 36.4 %       | 33.2 %      | 35.5 %      |
| 23       | 10 de agosto de 2009      | 37.5 %       | 39.6 %       | 35.6 %      | 38.0 %      |
| 24       | 11 de agosto de 2009      | 39.5 %       | 41.7 %       | 38.0 %      | 40.5 %      |
| 25       | 17 de agosto de 2009      | 39.0 %       | 40.4 %       | 37.6 %      | 39.1 %      |
| 26       | 18 de agosto de 2009      | 42.0 %       | 44.3 %       | 39.7 %      | 41.7 %      |
| 27       | 24 de agosto de 2009      | 40.3 %       | 41.7 %       | 38.4 %      | 41.1 %      |
| 28       | 25 de agosto de 2009      | 42.0 %       | 43.6 %       | 41.0 %      | 43.1 %      |
| 29       | 31 de agosto de 2009      | 42.2 %       | 44.7 %       | 40.0 %      | 41.5 %      |
| 30       | 1 de septiembre de 2009   | 42.1 %       | 44.4 %       | 41.7 %      | 44.0 %      |
| 31       | 7 de septiembre de 2009   | 43.5 %       | 45.4 %       | 39.7 %      | 42.3 %      |
| 32       | 8 de septiembre de 2009   | 40.6 %       | 42.9 %       | 38.4 %      | 39.8 %      |
| 33       | 14 de septiembre de 2009  | 40.6 %       | 42.1 %       | 39.9 %      | 41.7 %      |
| 34       | 15 de septiembre de 2009  | 42.3 %       | 43.9 %       | 40.0 %      | 43.2 %      |
| 35       | 21 de septiembre de 2009  | 41.6 %       | 44.6 %       | 40.8 %      | 44.4 %      |
| 36       | 22 de septiembre de 2009  | 39.6 %       | 41.1 %       | 38.9 %      | 42.3 %      |
| 37       | 28 de septiembre de 2009  | 39.1 %       | 40.3 %       | 36.9 %      | 39.9 %      |
| 38       | 29 de septiembre de 2009  | 39.5 %       | 40.4 %       | 38.2 %      | 40.6 %      |
| 39       | 5 de octubre de 2009      | 39.3 %       | 40.6 %       | 39.2 %      | 41.3 %      |
| 40       | 6 de octubre de 2009      | 39.6 %       | 40.6 %       | 39.7 %      | 43.4 %      |
| 41       | 12 de octubre de 2009     | 38.1 %       | 39.9 %       | 38.1 %      | 40.3 %      |
| 42       | 13 de octubre de 2009     | 38.0 %       | 38.8 %       | 37.9 %      | 40.2 %      |
| 43       | 19 de octubre de 2009     | 38.3 %       | 38.8 %       | 37.2 %      | 39.3 %      |
| 44       | 20 de octubre de 2009     | 37.6 %       | 38.7 %       | 37.8 %      | 40.4 %      |
| 45       | 26 de octubre de 2009     | 39.3 %       | 41.5 %       | 38.3 %      | 40.9 %      |
| 46       | 27 de octubre de 2009     | 40.8 %       | 43.0 %       | 39.4 %      | 42.3 %      |
| 47       | 2 de noviembre de 2009    | 41.7 %       | 43.7 %       | 39.6 %      | 42.1 %      |
| 48       | 3 de noviembre de 2009    | 42.4 %       | 44.1 %       | 40.2 %      | 42.6 %      |
| 49       | 9 de noviembre de 2009    | 44.9 %       | 46.7 %       | 43.6 %      | 45.8 %      |
| 50       | 10 de noviembre de 2009   | 44.4 %       | 46.1 %       | 43.3 %      | 45.7 %      |
| 51       | 16 de noviembre de 2009   | 42.3 %       | 44.4 %       | 39.0 %      | 42.2 %      |
| 52       | 17 de noviembre de 2009   | 37.7 %       | 39.1 %       | 38.1 %      | 41.1 %      |
| 53       | 23 de noviembre de 2009   | 35.0 %       | 36.1 %       | 34.8 %      | 37.4 %      |
| 54       | 24 de noviembre de 2009   | 36.5 %       | 38.3 %       | 34.1 %      | 36.8 %      |
| 55       | 30 de noviembre de 2009   | 35.3 %       | 36.0 %       | 35.3 %      | 37.8 %      |
| 56       | 1 de diciembre de 2009    | 36.9 %       | 38.0 %       | 34.5 %      | 37.4 %      |
| 57       | 7 de diciembre de 2009    | 38.0 %       | 39.1 %       | 34.0 %      | 36.2 %      |
| 58       | 8 de diciembre de 2009    | 36.2 %       | 37.9 %       | 34.4 %      | 35.7 %      |
| 59       | 14 de diciembre de 2009   | 35.8 %       | 36.4 %       | 32.3 %      | 33.9 %      |
| 60       | 15 de diciembre de 2009   | 35.8 %       | 37.4 %       | 32.8 %      | 34.5 %      |
| 61       | 21 de diciembre de 2009   | 35.1 %       | 37.1 %       | 32.3 %      | 34.5 %      |
| 62       | 22 de diciembre de 2009   | 37.7 %       | 39.7 %       | 35.7 %      | 38.5 %      |
| Especial | 28 de diciembre de 2009   | 12.5 %       | 12.3 %       | 13.4 %      | 14.7 %      |
| Media    | Media                     | 35.1 %       | 36.6 %       | 33.6 %      | 35.8 %      |

## Banda sonora
- Uhm Tae Woong - «Only One».
- Ju Sang Uk - «I Believe In Yesterday».
- Uhm Tae Woong - «IMPRESSION».
- Lee Yo Won - «Sad Story».
- Kim Nam Gil - «Can’t I Love You».

## Premios
2009 MBC Drama Awards
- Daesang/Gran Premio: Go Hyun Jung.
- Premio a la excelencia en internet, actriz: Lee Yo Won.
- Premio a la excelencia en internet, actor: Uhm Tae Woong.
- Premio a la excelencia, actor: Kim Nam Gil.
- Premio actuación de Oro, actor de reparto: Ahn Gil Kang
- Premio actuación de Oro, actriz de reparto: Seo Young Hee.
- Mejor nuevo actor: Yoo Seung Ho, Lee Seung Hyo.
- Premio PD: Shin Goo.
- Mejor actriz joven: Nam Ji Hyeon.
- Escritor del año: Kim Young Hyun y Park Sang Yeon.
- Premio a la mejor pareja: Kim Nam Gil y Lee Yo Won.
- El drama favorito de espectador del año: Queen Seondeok

2010 Korea Producers & Directors' (PD) Awards
- Premio PD, categoría actuación: Go Hyun Jung.

46th Baeksang Arts Awards
- Daesang/Gran Premio, categoría de televisión: Go Hyun Jung.
- Mejor nuevo actor, categoría de televisión: Kim Nam Gil.

37th Korea Broadcasting Awards
- Mejor actriz: Go Hyun Jung.

5th Seoul International Drama Awards
- Mejor serie de drama
- Categoría de mejor drama coreano - Mejor actriz coreana: Go Hyun Jung.
- Categoría de mejor drama coreano - Mejor guionista coreanor: Kim Young Hyun, Park Sang Yeon.

## Emisión internacional
- Estados Unidos: MBC América.
- Hong Kong: TVB.
- Hungría: M1.
- India: Rupavahini.
- Indonesia: Indosiar.
- Japón: TV Tokyo, KNTV y BS Japan.
- Filipinas: GMA Network.
- Rumanía: TVR1.
- Singapur: MediaCorp Channel U y VV Drama.
- Tailandia: Channel 3.[22]
- Taiwán: Videoland.
- Turquía: TRT 1.
- Vietnam: VTV1.[23]

## Mercadotecnia

### Libro
| Título                       | Publicación          | Autor         | Tamaño          | Editorial        | ISBN               |
| ---------------------------- | -------------------- | ------------- | --------------- | ---------------- | ------------------ |
| Queen Seondeok set (3 tomos) | 17 de agosto de 2009 | Ryu Eun Kyung | A5, 148 x 210mm | Producciones MBC | ISBN 9788996047889 |